# La ruïna
La ruïna és un telefilm de comèdia dirigit per Elena Trapé en la que ha estat la seva òpera prima, basada en l'obra de teatre de Jordi Casanovas i Güell i rodada a un pis de Barcelona, sobre la precarietat de la vida quotidiana dels joves i la fragilitat del sistema econòmic en què vivim. Ha estat produït per Escándalo Films i Televisió de Catalunya. Ha estat rodat en català i fou emès per TV3 el 17 de febrer de 2009.

## Sinopsi
Set personatges són testimonis en el menjador d'un pis vell com un crack econòmic qüestiona l'escala de valors que regeix el món. Sílvia i Toni són una parella, ella és artista conceptual força optimista però no pot acabar el seu darrer projecte i ell té una feina mal pagada amb la que gairebé no arriba a final de mes. Abel malda perquè ha invertit els estalvis en una empresa constructora i Laura es dedica a beure per tal de contradir incansablement al seu marit. Un veí amb problemes de connexió a internet els informa sobre la generalitat de la crisi a escala mundial i es desferma l'alarma.

## Repartiment
Els protagonistes són actors membres de la Flyhard Theatre Company de Vilafranca del Penedès, que ha representat sobre l'escenari l'obra de Jordi Casanovas
- Roser Blanch	 ...	Sílvia
- Borja Espinosa 	...	Toni
- Clara Cols ...	Laura
- Sergio Matamala 	...	Abel
- Pablo Lammers 	...	Ricky
- Alícia Puertas 	...	Carla Fortuny
- Mireia Fernández 	...	Mari
- Marc Roig ...	Home carrer

## Nominacions
Fou nominada al Gaudí a la millor pel·lícula per a televisió.